# بطولة ويمبلدون 1972
هنا قائمة ببطولات ويمبلدون لسنة 1972:

## الكبار

### فردي رجال
ستان سميث هزم  إيلي ناستاسي, 4-6, 6-3, 6-3, 4-6, 7-5

### فردي سيدات
بيلي جين كينغ هزم  إيفون غولاغونغ, 6-3, 6-3

### زوجي رجال
بوب هيويت و فرو ماك ميلان هزم  ستان سميث و إيريك فان ديلين, 6-2, 6-2, 9-7

### زوجي سيدات
بيلي جين كينغ و بيتي ستوف هزم  جودي تيجارت و فرانسيس دور, 6-2, 4-6, 6-3

### زوجي مختلط
إيلي ناستاسي و روزماري كاسالس هزم  كيم وارويك و إيفون غولاغونغ, 6-4, 6-4

## الشباب

### فردي أولاد
بورن بورج هزم  بوستير موترام, 6-3, 4-6, 7-5

### فردي بنات
إيلانا كلوس هزم  غلاينيس كوليس, 6-4, 4-6, 6-4

### زوجي أولاد
بدأت البطولة في 1982

### زوجي بنات
بدأت البطولة في 1982